# Phare de Navidad
Le phare de Navidad est un phare situé sur la digue de Navidad, au port de Carthagène, dans la région de Murcie en Espagne. Il est face au phare de La Curra sur l'autre jetée.
Il est géré par l'autorité portuaire de Carthagène.

## Histoire
C'est une petite tour cylindrique de 11 m de haut, avec galerie et lanterne, au bout de la jetée ouest de l'entrée du port. La base de la tour est blanche, le tiers supérieur et la lanterne sont rouges. Ce feu de port émet deux éclats rouges toutes les dix secondes.
Au début de la jetée se trouve le Musée national d'archéologie sous-marine 
Identifiant : ARLHS : SPA103 ; ES-23450 - Amirauté : E0128 - NGA : 4588 .
|                        |
| Position de Carthagène |

|                       |
| Le port de Carthagène |

|                         |
| Les deux phares du port |